# Günter Scheel
Pour les articles homonymes, voir Scheel.
Gunter Scheel (né le 9 février 1924 à Rathenow et mort le 26 septembre 2011 à Tutzing) est un historien et archiviste allemand. De 1979 à 1989, il est directeur des Archives d'État de Wolfenbüttel (de). Ses activités de recherche se sont concentrées sur la vie et l'œuvre du polymathe Gottfried Wilhelm Leibniz et sur l'histoire de Hanovre et de Brunswick.

## Biographie
Scheel grandit à Rathenow, où il termine ses études secondaires. À l'âge de quinze ans, il passe au séminaire de formation des enseignants de Zühlsdorf (Poméranie), où il passe son Abitur. À l'âge de 17 ans, il est enrôlé dans le service du travail du Reich. Travailler dans les marais du lac Peïpous le rend si malade qu'il est classé comme inapte au service militaire. Il travaille pendant une courte période comme enseignant dans une école primaire à Cottbus et en 1943 commence à étudier l'histoire, l'allemand et la philosophie à l'Université Humboldt de Berlin. Parmi ses professeurs universitaires figurent l'historien et ancien archiviste de Lübeck Fritz Rörig (de), ainsi que les historiens Friedrich Meinecke, Fritz Hartung et Friedrich Baethgen. De 1950 à 1952, il est assistant scientifique de Fritz Rörig. Scheea reçoit son doctorat en 1952 de l'historien constitutionnel Fritz Hartung. À partir de 1952, il travaille à l'Académie des sciences de Berlin, où il supervise l'édition critique des écrits et des lettres de Gottfried Wilhelm Leibniz sous la direction de Kurt Müller. En 1957, le volume 6 de la Correspondance générale, politique et historique est publié.

### Archives principales d'État à Hanovre
En 1961, Scheel rejoint l'administration des archives de Basse-Saxe à Hanovre, dirigée par Rudolf Grieser. Il a suivi une formation pour le service supérieur d'archives, avec des étapes à Osnabrück, Hanovre et Marbourg. Il réussit ses examens à l'école d'archives de Marbourg (de) en mars 1964 et travaille ensuite comme archiviste aux Archives d'État d'Hanovre (de). Il y occupe en dernier lieu le poste de directeur de département. 
Il travaille sur des sujets d'histoire régionale et poursuit ses recherches sur Leibniz commencées à Berlin. Dans les années 1964 à 1979, les volumes 7 à 10 de la correspondance de Leibniz édités par Scheel sont publiés.

### Directeur des Archives d'État de Wolfenbüttel
En 1979, Scheel devient directeur des Archives d'État de Wolfenbüttel (de), succédant à Joseph König (de). En 1988, au cours de ses dix années de direction, une extension est construite à l'aile administrative, donnant de nouveaux espaces à l'atelier de restauration et au service informatique. Ses publications de cette période sont principalement consacrées aux recherches de Leibniz. D'autres domaines de travail sont le Hanovrien et de plus en plus l'histoire régionale de Brunswick. Son successeur comme directeur des archives est l'historien Horst-Rüdiger Jarck en 1989.

### Autres activités
À partir de 1966, Scheel est membre de la Commission historique de Basse-Saxe et de Brême (de), dont il est directeur général de 1972 à 1977. Il est membre de l'Association d'histoire constitutionnelle (de). De 1982 à 1994, il préside la Société historique de Brunswick (de), dont il est nommé membre honoraire en 1994. Jusqu'en 1991, il est également rédacteur en chef du Braunschweigisches Jahrbuch (de), depuis 1902 l'organe scientifique pour l'histoire de l'état de Brunswick et de la région du sud-est de la Basse-Saxe. Le Braunschweigisches Jahrbuch  2004 lui est dédié à l'occasion de son 80e anniversaire et contient une bibliographie de ses publications. En collaboration avec Horst-Rüdiger Jarck, il publie le Braunschweigisches Biographisches Lexikon, qui devient un ouvrage de référence.
Scheel décède à Tutzing sur le lac de Starnberg en 2011. Depuis 1953, il est marié avec l'institutrice Brigitte, née Otto (morte en 2002). Son fils Wolfgang Scheel est né en 1959.

## Publications (sélection)
- Wincheringen. Untersuchungen zu den mittelalterlichen Herrschaftsverhältnissen im Saar-Moselgebiet, Dissertation, Berlin 1952.
- Gottfried Wilhelm Leibniz: Sämtliche Schriften und Briefe. (Akademie-Ausgabe), hrsg. von der Deutschen Akademie der Wissenschaften zu Berlin, ab 1975 von der Akademie der Wissenschaften der DDR. Reihe I: Allgemeiner, politischer und historischer Briefwechsel, ab Band 7, 1964 hrsg. vom Leibniz-Archiv der Niedersächsischen Landesbibliothek Hannover. Bearbeiter der Bände 6, 1957 (mit Kurt Müller), 7, 1964 und 8, 1970 (mit Kurt Müller und Georg Gerber), 9, 1975 und 10, 1979 (mit Kurt Müller und Gerda Utermöhlen), Supplementband: Harzbergbau. 1991 (selbständig).
- mit Herbert Michaelis (de) und Ernst Schraepler (Hrsg.): Ursachen und Folgen. Vom deutschen Zusammenbruch 1918 und 1945 bis zur staatlichen Neuordnung Deutschlands in der Gegenwart. Band 1–26, 2 Bände Indices, Berlin 1958–1980.
- mit Horst-Rüdiger Jarck (Hrsg.): Braunschweigisches Biographisches Lexikon. 19. und 20. Jahrhundert. Hahn, Hannover 1996,  (ISBN 3-7752-5838-8).

Une liste détaillée des publications est : Günter Scheel, Sibylle Weitkamp : Verzeichnis der Veröffentlichungen von Günter Scheel. Dans : Braunschweigisches Jahrbuch für Landesgeschichte. Volume 85, 2004, p. 179–188.